# Sybra obliquelineata
Sybra obliquelineata es una especie de escarabajo del género Sybra, familia Cerambycidae. Fue descrita científicamente por Breuning en 1942.
Habita en Islas Salomón y Papúa Nueva Guinea. Esta especie mide 10-10,5 mm.